# 卡拉哈里盆地
卡拉哈里盆地 ，又称巴罗兹盆地或奥卡万戈盆地，是一个内流盆地 ，占地超过 2.5 百万平方公里，包含博茨瓦纳的大部分和纳米比亚、南非、安哥拉、赞比亚和津巴布韦的一部分。在盆地里最顯著的特征是正中央的卡拉哈里沙漠，面積超過90万平方公里。
宽多河上的赛琳达溢洪道（或Magweggana河）的常年河分叉将卡拉哈里盆地与赞比西盆地连接起来。 
温得和克城市就坐落在卡拉哈里盆地里。

## 关于这个盆地
奥卡万戈河是这个盆地的主要水源。 它是由奥卡万戈河和Cuito河汇合而成，这些河流起源于安哥拉中部的比耶高原，并向东南方向流动。奥卡万戈河在Omatako河与Cuito河汇合处上方汇合，从其起源纳米比亚的达马拉兰地区向东北方向流动。奥卡万戈河继续穿过纳米比亚的卡普里维地带进入博茨瓦纳，在这里分成许多分流，形成了奥卡万戈三角洲。这是一个季节性的内陆三角洲水淹草原。 在奥卡万戈三角洲之后，盆地的水进入了一个强烈蒸发的区域，该区域已经在卡拉哈里沙漠的范围内。 
在这个盆地的最低点有许多盐沼，包括Nwako盐沼，卡拉哈里三角洲的南部和马卡迪卡迪盐沼 ，卡拉哈里三角洲的东南部。在流水量大时，奥卡万戈的水会通过Xudum和Nhabe这两个地方流入Nwako盐沼，以补充盐湖恩加米湖，并流到Xau湖和马卡迪卡迪盐沼的西端，也经过了博泰蒂河。 Mopipi大坝建立在博泰蒂河上，为Orapa钻石矿脉提供水。 
塞林达溢洪道，也称为Magweqana，Magwekwana或Magweggana，是将奥卡万戈三角洲与赞比西河的支流相连的分流河道。  在奥卡万戈的水位很高的时期，水向东流，通往Cuando-Linyanti系统。 经过30年的干旱，这种事最后一次发生在2009年8月。 在宽多河的水位高的时候，水可以从关多地带向西流向奥卡万戈三角洲，但经常在到达三角洲之前就已经蒸发掉。 
盆地中的其他溪流包括Eiseb，这是一种间歇性溪流，其起源于纳米比亚的赫雷罗兰，向东流入奥卡万戈三角洲； 納塔河则起源于津巴布韦西部，并流入马卡迪卡迪盐沼的东端。 

### 自然环境
尽管干旱，卡拉哈里盆地在称为卡拉哈里沙地的土地上包含各种动物和植物。 当地的植物包括相思树属，Guibourtia coleosperma以及大量草药和草。 卡拉哈里内的某些地区是季节性的湿地，例如博茨瓦纳的马卡迪卡迪盐沼。 该区域有众多嗜盐物种。在雨季，成千上万火烈鸟造访了这些盐沼。 

## 水资源的管理
安哥拉和纳米比亚的奥卡万戈三角洲水源仍不受上游水坝和人们大量取水的影响。三个河岸国家已在奥卡万戈河流域水常任委员会（OKACOM）的领导下制定了一项协议，以可持续发展的槪念來管理整个河流系统。 